# 阮如琢
阮如琢（越南语：／，1428年—？），阮朝奠基者昭勳靖公阮淦的祖父。

## 生平
阮如琢是宏國公阮公和枚氏映的第四子。黎聖宗和黎憲宗時在朝廷任職，死後贈封太保副郡公（越南语：／）。
正史無載阮如琢去世年份，《阮福族世譜》作陰曆七月十七日去世，去世年份無考。

## 家庭
- 父：宏國公阮公[註 2]
- 母：宏國公夫人枚氏映

### 妻妾
- 正室：副郡公夫人枚氏[4]

### 子女
- 子：
  - 澄國公阮文溜

## 腳註
1. ↑  但陈仲金《越南史略》引用歷史小說《越南開國誌傳》，稱阮淦祖父為義勳公阮文郎。
2. ↑  潘叔直《國史遺編》作「宏國老」。